# Maud Banks
Maud Banks, ameriška tenisačica.
V vseh treh konkurencah se je uvrstila v finale turnirja za Nacionalno prvenstvo ZDA. V posamični konkurenci na turnirju leta 1899, ko jo je premagala Marion Jones. V konkurenci ženskih dvojic v letih 1899 in 1902 skupaj z Elizabeth Rastall in Winono Closterman, v konkurenci mešanih dvojic pa leta 1897 skupaj z B.L.C. Griffithom.

## Finali Grand Slamov

### Posamično (1)

#### Porazi (1)
| Leto | Turnir                   | Nasprotnica v finalu | Rezultat finala |
| 1899 | Nacionalno prvenstvo ZDA | Marion Jones         | 1–6, 1–6, 5–7   |

### Ženske dvojice (1)

#### Porazi (1)
| Leto | Turnir                   | Partnerica        | Nasprotnici v finalu           | Rezultat finala |
| 1899 | Nacionalno prvenstvo ZDA | Elizabeth Rastall | Jane Craven Myrtle McAteer     | 4–6, 1–6, 5–7   |
| 1902 | Nacionalno prvenstvo ZDA | Winona Closterman | Juliette Atkinson Marion Jones | 2–6, 5–7        |

### Mešane dvojice (1)

#### Porazi (1)
| Leto | Turnir                   | Partner         | Nasprotnika v finalu       | Rezultat finala |
| 1897 | Nacionalno prvenstvo ZDA | B.L.C. Griffith | Laura Henson D.L. Magruder | 4–6, 3–6, 5–7   |